# Gmina Milejczyce
Milejczyce [mʲilɛi̯ˈt͡ʂɨt͡sɛ] (litauisch Mileičicės valsčius; belarussisch гміна Міле́йчыцы gmina Milejczyci) ist eine Landgemeinde im Powiat Siemiatycki der Woiwodschaft Podlachien in Polen. Ihr Sitz ist das gleichnamige Dorf mit etwa 1100 Einwohnern.

## Gliederung
Zur Landgemeinde (gmina wiejska) Milejczyce gehören folgende Ortschaften mit einem Schulzenamt (sołectwo):
Biełki
Borowiki
Chańki-Kościukowicze-Klimkowicze
Choroszczewo
Choroszczewo (Kolonie)
Grabarka
Lewosze
Lubiejki
Miedwieżyki
Mikulicze
Milejczyce I
Milejczyce II
Nowosiółki
Pokaniewo
Pokaniewo-Kolonia
Rogacze
Sobiatyno
Wałki
Weitere Orte der Gemeinde sind Gołubowszczyzna, Jałtuszczyki und Osinki.

## Sehenswürdigkeiten
- Synagoge in Milejczyce